# Parodon pongoensis
Parodon pongoensis är en fiskart som först beskrevs av Allen 1942.  Parodon pongoensis ingår i släktet Parodon och familjen Parodontidae. Inga underarter finns listade i Catalogue of Life.